# STS-41-B
STS-41-B (englisch Space Transportation System) ist eine Missionsbezeichnung für das US-amerikanische Space Shuttle Challenger (OV-99) der NASA. Der Start erfolgte am 3. Februar 1984. Es war die zehnte Space-Shuttle-Mission und der vierte Flug der Raumfähre Challenger.

## Mannschaft
- Vance Brand (3. Raumflug), Kommandant
- Robert Gibson (1. Raumflug), Pilot
- Bruce McCandless (1. Raumflug), Missionsspezialist
- Ronald McNair (1. Raumflug), Missionsspezialist
- Robert Stewart (1. Raumflug), Missionsspezialist

## Missionsüberblick
STS-41-B war der erste Flug eines Space Shuttle, bei dem sowohl Start als auch Landung auf dem Kennedy-Space-Center erfolgt sind.
Ein Höhepunkt des Fluges war der erste freie Außenbordeinsatz, ohne Sicherungsleine. Hierbei benutzten die Astronauten Bruce McCandless und Robert Stewart Manned Maneuvering Units und entfernten sich bis zu knapp hundert Meter vom Shuttle.
Als Ladung hatte das Shuttle die beiden Satelliten WESTAR-VI and PALAPA-B2 an Bord. Aufgrund eines Versagens des Payload Assist Module-D (PAM-D) gelangten sie aber in eine zu niedrige Umlaufbahn. Im Laufe der Mission STS-51-A wurden diese beiden Satelliten im All geborgen und zur Erde zurückgebracht.

## Nummerierungssystem
Mit dieser Mission wurde ein neues Nummerierungssystem für Shuttleflüge eingeführt. Die Ziffer 4 stand für das US-Finanzjahr 1984, das von Oktober 1983 bis September 1984 ging, die 1 für den Startplatz Kennedy-Space-Center. Der Buchstabe B gab an, dass es sich planmäßig um die zweite Mission des Jahres handelte. Die erste war STS-9, die noch unter dem alten System nummeriert wurde.
Dieses neue System vermied auch, die Nummer 13 an einen Shuttleflug zu vergeben. Offiziell war man bei der NASA nicht abergläubisch, aber der einzige bemannte Flug mit dieser Nummer, Apollo 13, hatte beinahe in einer Katastrophe geendet.
Das neue System wurde bis zum Flug STS-51-L verwendet, der zwar im Finanzjahr 1985 geplant war, aber erst im Januar 1986 startete. Die Raumfähre brach kurz nach dem Start auseinander, was eine Pause von über zwei Jahren nach sich zog.
Ab dem nächsten Flug, STS-26, kehrte man wieder zur Durchnummerierung zurück.